# Forneus
In demonologia, Forneus è un marchese dell'Inferno, e ha 29 legioni di demoni sotto il suo governo. Insegna la retorica e le lingue, dà agli uomini una buona reputazione, e li fa essere amati da amici e nemici. È raffigurato come un grande mostro marino. Il suo nome sembra derivare dal latino 'fornus', 'furnus', forno.